# Elke Liebs

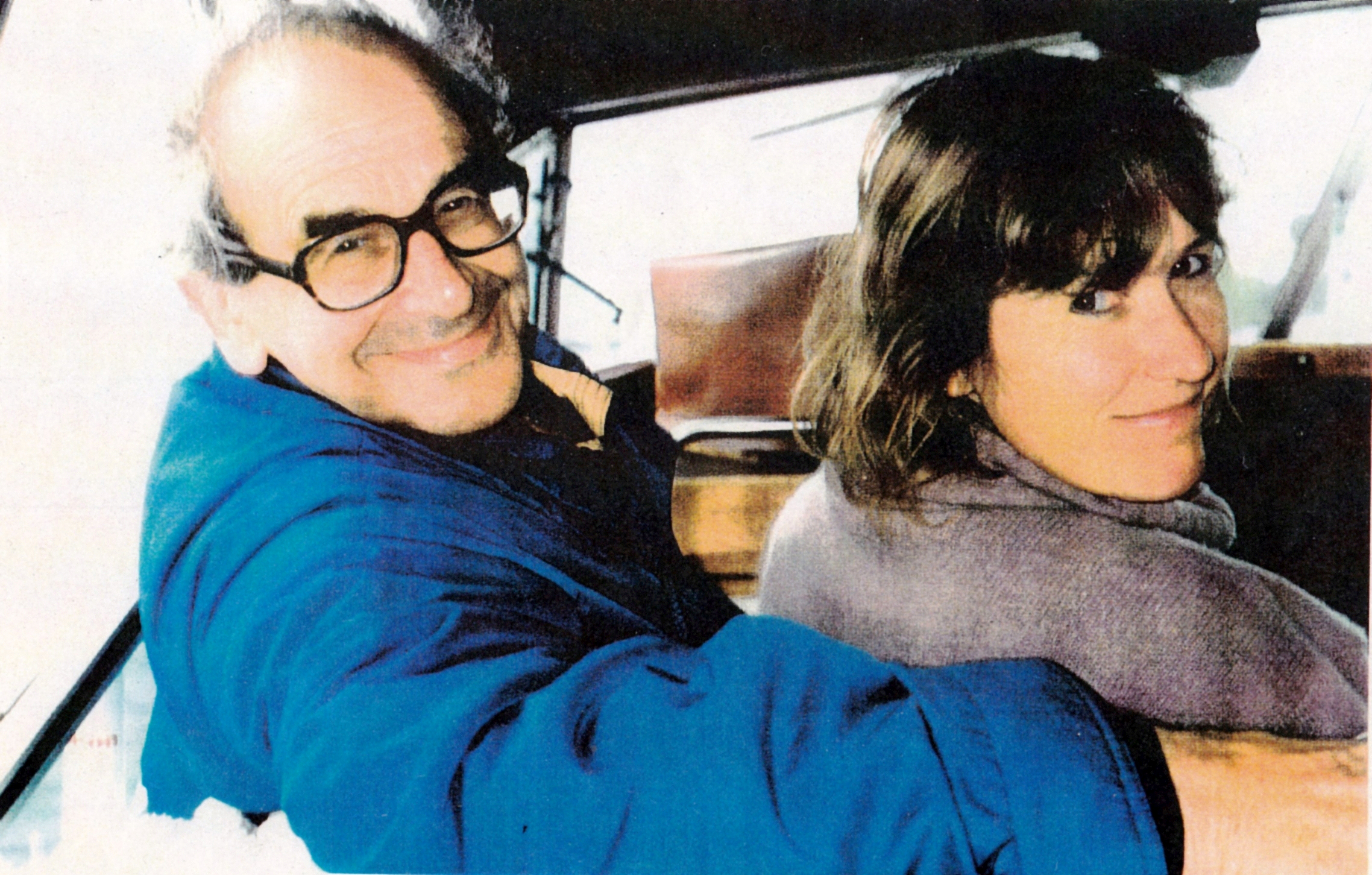
Elke Liebs mit Ehemann Efim Etkind (1991)

Elke Liebs, geborene Elke Schroeder (* 29. Januar 1942 in Berlin), ist eine deutsche Bibliothekarin, Literaturwissenschaftlerin und Psychotherapeutin.

## Leben
Elke  Schroeder wurde nach drei Brüdern als viertes Kind ihrer jüdischstämmigen Mutter Ingrid Schroeder, geb. Doering, und ihres Vaters Wilm Schroeder, Hauptschriftleiter, geboren. Die Familie lebte in Berlin. Als der Vater 1944 im Krieg starb, zog die Familie zu Verwandten nach Karlsruhe. Nach dem humanistischen Abitur am Bismarck-Gymnasium Karlsruhe begann sie ein Studium der Germanistik und Anglistik in Tübingen (zugl. am  Leibniz-Kolleg 1962–63), danach setzte sie von 1963 bis 1964 das Studium in Heidelberg in den Fächern Germanistik, Anglistik und Theologie fort. 1962 wurde ihre Tochter geboren, 1965 ihr Sohn. 1964 heiratete sie Eckart Liebs. Von 1965 bis 1968 absolvierte sie in Stuttgart das Studium der Bibliothekswissenschaft, das sie mit dem Diplom abschloss.  Danach Weiterstudium der Germanistik, Psychologie, Anglistik an der Universität Stuttgart. 1975 wurde sie an der Universität Stuttgart mit einer kulturgeschichtlichen Abhandlung über Daniel Defoes Robinson Crusoe und seine Sozialisierungsmuster in deutschen Jugendbearbeitungen durch 250 Jahre promoviert. Zwischen 1972 und 1975 erhielt sie ein Promotionsstipendium.
In den Jahren von 1976 bis 1984 war sie als Wissenschaftliche Assistentin an der Universität Münster tätig. Gleichzeitig absolvierte Elke Liebs eine dreijährige Zusatzausbildung als Gesprächspsychotherapeutin. Neben ihrer universitären Tätigkeit war sie freie Mitarbeiterin in einer psychologischen Praxis und schloss die Habilitation in Germanistik mit einer kulturwissenschaftlich-komparatistischen Arbeit über 'Kindheit und Tod' durch 700 Jahre 1984 ab. Bis 1989 war sie als Privatdozentin an der Universität Münster beschäftigt.
Im Anschluss erhielt sie eine Berufung als Head of Department an die University of Oregon. 1994 kehrte sie zurück nach Deutschland an das  Institut für Germanistik der Universität Potsdam. Dort wurde Liebs Ordentliche Professorin, Institutsdirektorin und Prodekanin, zugleich Vorstandsmitglied im Autonomen Frauenzentrum Potsdam, in dem es nach 2000 auch drei Jahre lang einen von ihr geführten „Literarischen Salon“ gab. 2007 wurde sie emeritiert.
Sie war in zweiter Ehe verheiratet mit dem russischen Literaturwissenschaftler und Dissidenten Efim Etkind.
Mit Unterbrechungen, aber fortlaufend bis heute (Stand: 2015) geht sie ihrer psychotherapeutischen Arbeit nach.  Organisation und Teilnahme an zahlreichen internationalen Konferenzen im In- und Ausland mit entsprechender Vortragstätigkeit. Elke Liebs hatte Gastprofessuren in Frankfurt a. M., Florida, Chicago und Teheran inne.

## Schwerpunkte in Forschung und Lehre
Nach anfänglichem Akzent ihrer Lehr- und Forschungsarbeit auf dem Gebiet der Kinder- und Jugendliteratur sowie einer Kulturgeschichte der Kindheit konzentrierte sich Elke Liebs zunehmend auf Gender Studies, die weibliche Sozialisation und Rollenbilder in der Gesellschaft und die Inszenierungen von Weiblichkeit im Spiegel der Literatur vornehmlich des 19. und 20. Jahrhunderts. Dabei bezog sie zunehmend das Instrumentarium der Psychoanalyse und die Welt des Theaters beziehungsweise der Oper in ihre interdisziplinären und komparatistischen Untersuchungen mit ein. Zahlreiche Arbeiten widmen sich einer interkulturellen Stoff- und Motivgeschichte durch die Jahrhunderte. Seit 30 Jahren ist Elke Liebs den kreativen Schreibprozessen in allen Sparten und Altersgruppen der Gesellschaft auf der Spur. Ihre letzten Publikationen befassen sich vor allem mit dem Zusammenhang von Text und Musik, mit Opernstoffen und Libretti, deren Protagonisten, meist Frauen oder auch halbe Kinder, in ihrem Scheitern Brennpunkte gesellschaftlicher Widersprüche aufdecken.

## Publikationen (Auswahl)
Bücher
- Die Melancholie des Glücks: Leben mit Efim G. Etkind. Biografie. united p.c., Neckenmarkt / Berlin 2013, 374 S. ISBN 978-3-7103-0018-9. (Online: http://www.elke-liebs.de/publikationen_dateien/melancholy-deutsch.pdf)
- Juden und Judentum in der deutschsprachigen  Literatur (= Jüdische Kultur. Studien zur Geistesgeschichte, Religion und Literatur 15).  Hrsg. von Willi Jasper/Eva  Lezzi/Elke Liebs/Helmut Peitsch. Harrassowitz, Wiesbaden 2006, 444 S. ISBN 978-3-447-05272-6.
- Von Potsdam nach Moskau und zurück : aus Anlass des 100. Geburtstages von Margarete Buber-Neumann. Margrid Bircken, Elke Liebs (Hrsg.)  GNN Verlag, Schkeuditz 2002, 243 S. ISBN 3-89819-120-6.
- Mütter, Töchter, Frauen. Weiblichkeitsbilder in der deutschen Literatur. Hrsg. zus. mit Helga Kraft. Stuttgart (Metzler) 1993, 346 S. ISBN 978-3-476-00887-9.
- Das Köstlichste von Allem. Von der Lust am Essen und dem Hunger nach Liebe. Stuttgart/Zürich  (Kreuz Verl.) 1988, 346 S. ISBN 978-3-268-00063-0.
- Kindheit und Tod. Der Rattenfänger-Mythos als Beitrag zu einer Kulturgeschichte der Kindheit. München (Fink) 1986, 484 S. ISBN 978-3-7705-2297-2.
- Die pädagogische Insel. Studien zur Rezeption des 'Robinson Crusoe' in deutschen Jugendbearbeitungen. Stuttgart (Metzler) 1977, 258 S. ISBN 978-3-476-00358-4.

Aufsätze (Auswahl)
- Siegfried – Coming of Age. Sonderheft der Bayerischen Staatsoper zur Neuinszenierung von Richard Wagners „Siegfried“, München 2013, S. 20–37.
- Böse Mädchen in der Oper. In: Renate Möhrmann (Hrsg.): Rebellisch – verzweifelt – infam. Das böse Mädchen als ästhetische Figur. Aisthesis Verl., Bielefeld 2012.
- Ein ungebärdiges, störrisches und hilfloses Herz. Essay über Kindheit in der Oper. In: MAX JOSEPH. ‚Kinderseele‘. Magazin der Bayerischen Staatsoper, Verlag Hoffmann und Campe, Nr. 2, 2010/2011 (10 S.).
- Michal: Braut der Trauer – Braut des Schmerzes. Grete Weils andere Bibel-Lektüre in Der Brautpreis. In: Text & Kritik, Zs. Für Literatur, Hrsg. von Heinz Ludwig Arnold, Bd. 182, München 2009, S. 67–79.
- Feuerzauber und Phönixasche (zu Gerlind Reinshagens autobiographischem Bericht: „Vom Feuer“). In: Eine Welt aus Sprache. Hrsg. von Therese Hörnigk/Helga W. Kraft, Verl. Theater der Zeit 2008, S. 186–192.
- Eros des Unmöglichen (III) oder Die Ontologie des Mangels. Goethe und Platon. In: Goethe: Neue Ansichten – Neue Einsichten. Hrsg. von Hans-Jörg Knobloch/Helmut Koopmann. Königshausen & Neumann, Würzburg 2007, S. 135–159.
- Eros des Unmöglichen (II). In: Große Gefühle. Ein Kaleidoskop. Hrsg. von Ottmar Ette und Gertrud Lehnert. Kulturverlag Kadmos Berlin 2007, S. 50–78.
- Eros des Unmöglichen (I) Anmerkungen zu Wagners „Tristan“ und andere große Liebende in der Oper. In: Oper aktuell. Die Bayerische Staatsoper 2006/2007, „Vollendet Unvollendetes“. Hrsg. von der Ges. z. Förd.d. Münchner Opern-Festspiele. Stiebner: München 2006.
- Der Körper im Exil. Körper und Nationalität im Werk von Irene Dische. In: Nation und Geschlecht. Wechselspiel der Identitätskonstrukte (Schriftenreihe Ost-West-Diskurse 5). Hrsg. von Christa Ebert und Malgorzata Trebisz. Scripvaz-Verl. Berlin 2004.
- Königskinder. Zum Libretto von Elsa Bernstein zu Engelbert Humperdincks Oper „Königskinder“. In: Programmheft zur Neuinszenierung an der Bayerischen Staatsoper,  München 2004, S. 84–93.
- Wer hat Angst vor „Trivialliteratur“? Eugenie Marlitts ruhige Revolution. In: Feministische Studien, Jg. 22, H. 2/2004, S. 167–179.
- Mundus vult decipi. Der multiple Kampf um die Erinnerung. Wilkomirski vs. Zvi Kolitz u. a. In: I. Dieckmann/J. Schoeps (Hrsg.): Das Wilkomirski-Syndrom. Eingebildete Erinnerungen oder Von der Sehnsucht, Opfer zu sein. Zürich 2002, 301–334.
- Das Jahrhundert der Wölfe oder: Reisen wider Willen. Die sogenannte „Lager-Literatur“ (Nadeschda Mandelstam, Jewgenia Ginzburg, Margarete Buber-Neumann). In: Reisen Hals über Kopf. Reisen in der Literatur von Frauen. Beiträge zu einer wiss. Konferenz in Neubrandenburg. Margrid Bircken/Heide Hampel (Hrsg.) Literaturzentrum Neubrandenburg, federchen Verl. 2002, S. 21–45.
- Grete Weil: A Jewish Antigone. In: Facing Fascism and Confronting the Past. German Women Writers from Weimar to the Present. Ed. By Elke P. Frederiksen and Martha Kaarsberg Wallach, New York State University Press 2000, S. 235–245.
- Das Verfahren der Verführung. Jean Pauls Titan. In: Worüber man (noch) nicht reden kann, davon kann die Kunst ein Lied singen – Texte und Lektüren. Beiträge zur Kunst-, Literatur und Sprachkritik. Hg. Hans-Christian Stillmark, Brigitte Krüger. Frankfurt/Main u. a. (Peter Lang) 2001, S. 163–176.
- „Les Ailes du Désir“ – ou le langage des anges: Le Poème de Puschkin „La Gabriéliade“ (1821). In: Revue  des Ètudes Slaves. L’espace Poétique. En Hommage à Efim Etkind. Tome 70, Fasc. 3, Paris 1998, S. 629–641.
- Die Stunde der Magd. Ästhetik des Intimen im Spiegel sozialer Umbrüche. In: Die Bilder der neuen Frau in der Moderne und den Modernisierungsprozessen des 20. Jahrhunderts. Hrsg. von K.Gabryjelska, M. Czarnecka und C. Ebert. Wrocław 1998, S. 97–121.
- Eine jüdische Antigone. In: Sinn und Form. Beiträge zur Literatur. Hrsg. von der Akademie der Künste, 46. Jahr, 2. Heft, Aufbau-Verl. Berlin 1994, S. 291–299.
- Language, Feelings and Social Learning in Children’s Literature. In: The World of Children in Children’s Books. International Board on Books for Young People, 23rd World Congress 7.–12. September 1992 in Berlin, Germany. Arbeitskreis KJL, München 1992, S. 65–79.
- „Gefühle lesbar machen“ (Making emotions readable). Sprache, Fühlen und soziales Lernen in der Kinder- und Jugendliteratur.  Plenumsvortrag beim 23. Congress des International Board of Books for Young People (IBBY), Berlin 7.–12. September 1992.
- Schelme, Schiffbrüchige und Schaulustige. Robinsonaden/Aventuren als Alibi für Zivilisationskritiker, Gottsucher und Erotomanen. In: Reisekultur 1648–1848. Hrsg. Hermann Bausinger, K. Beyrer u. a. München 1991.
- Melusine zum Beispiel: Märchen- und Mythenrezeption in der Prosa der DDR. In: Monitor. Neue Ansichten. The Reception of Romanticism in the Literature of the GDR. Ed. By Howard Gaskill, Karin McPherson and Andrew Barker. Nr. 6, Rodopi, Amsterdam 1990, S. 126–142.
- Das Leben ist eine heilsame Katastrophe. Alltagsbilder in deutschsprachiger Gegenwartsliteratur. In: Das Leben ist eine heilsame Katastrophe. Hrsg. von Karl-Heinz Delille, Goethe-Institut Coimbra 1990, S. 38–59.
- Möglichkeitsfrauen und Wirklichkeitsmänner. Nachdenken über die Ursachen der vegetativen und ideellen Dystonie im literarischen Umfeld des Melusinen-Motivs. In: Lulu, Lilith, Mona Lisa... Frauenbilder der Jahrhundertwende. Hrsg. Irmgard Roebling. Pfaffenweiler: Centaurus-Verl.-Ges, 1989.
- Das Recht auf Vorfahrt. Natürliches Erzählen in der Therapie. In: Erzählen. Die Wiederentdeckung einer vergessenen Kunst. Hrsg. von Johannes Merkel/Michael Nagel. Rowohlt-Verlag, Reinbek bei Hamburg 1982, S. 186–198.